# Yahya Golmohammadi
Yahya Golmohammadi - em persa: يحيى گل محمدى (Minabad, 19 de março de 1971) é um ex-futebolista e treinador de futebol iraniano que atuava como zagueiro.

## Carreira
Iniciou sua carreira de jogador em 1989, no Tractor Sazi, pelo qual jogou até 1991. Defendeu outras 4 equipes - Poora, Persepolis, Foolad e Saba, onde deixou os gramados em 2008 e iniciou a carreira de técnico, aos 37 anos.
Comandou, ainda, o Tarbiat Yazd (2008-10), Nassaji Mazandaran (2010-11), Saba (2012), novamente Persepolis (2012-13), Naft Tehran (2013-14) e Zob Ahan, onde trabalha desde junho de 2014.

## Seleção Iraniana
Pela Seleção Iraniana de Futebol, Golmohammadi jogou 74 partidas entre 1993 e 2006, marcando 5 gols. Não foi convocado para a Copa de 1998 e ficou de fora, juntamente com a Seleção, da Copa de 2002, ao perder a repescagem contra a Irlanda - a imagem do zagueiro desolado emocionou os torcedores iranianos, que haviam perdido a chance de ver a equipe disputar 2 Copas em sequência pela primeira vez. Também em 2002, chegou a disputar 9 partidas pela equipe sub-21. A única Copa de sua carreira foi a de 2006, na qual marcou um gol contra o México.

## Títulos

### Como jogador
Persepolis
- Iran Pro League: 1995–96, 1996–97, 1998–99
- Copa do Irã: 1998–99

Saba
- Supercopa do Irã: 2005

Seleção iraniana
- Copa da Ásia de 2004: 3º Lugar

### Como treinador
Zob Ahan
- Copa do Irã: 2014–15, 2015–16
- Supercopa do Irã: 2016

Persepolis
- Iran Pro League: 2019–20, 2020–21, 2022–23
- Copa do Irã: 2022–23
- Supercopa do Irã: 2020, 2023